# Para espantar el sueño
Para espantar el sueño es el segundo disco como solista del cantautor uruguayo Jaime Roos. Fue editado en el año 1978 en Francia y en 1979 en su país. Fue grabado entre los meses de mayo y julio de 1978, en un estudio en la campiña de Normandía (Francia).
Aparecen como músicos invitados los uruguayos Jorge Trasante (percusión, coros en «Retirada») y Daniel Haedo (coros en «Retirada»), los argentinos Carlos Grasso (flautas en «Sí señor», coros en «Retirada») y Horo Ansata (piano en «Para espantar el sueño») y la francesa Emmanuelle Parrenin (cítara y espineta en «Las cosas malas»).
El disco fue reeditado por Bizarro Records en 2015 bajo la supervisión de Guilherme de Alencar Pinto.

## Estilo e influencias
En este disco Ross se aparta del formato de canción beatle que predominaba en Candombe del 31. Experimenta con mayor libertad y se aleja de la clásica estructura de verso y estribillo, apelando mayormente a la creación de climas y no tanto al desarrollo melódico y armónico. Roos cree que el estilo del disco estuvo influenciado por sus viajes recientes y por discos de la época como Songs in the Key of Life de Stevie Wonder y Hejirah de Joni Mitchell.

## Críticas y recepción
El álbum fue bien recibido por la crítica francesa y el tema «Sí sí sí» tuvo cierta difusión en las radios. Esto permitió un espectáculo lanzamiento del disco en París en marzo de 1979, aunque luego Roos no continuó tocando el disco.
En Uruguay el disco tuvo buena repercusión, con más de mil ejemplares vendidos. La canción «Retirada» fue bastante difundida.
En la actualidad es considerado un álbum importante tanto en la carrera de Roos como en el desarrollo de la música popular uruguaya.

## Lista de temas
| N.º | Título                   | Escritor(es) | Duración |  |
| 1.  | «Sí sí sí»               | Jaime Roos   | 03:53    |  |
| 2.  | «Para espantar el sueño» | Jaime Roos   | 08:20    |  |
| 3.  | «Duérmase la mamá»       | Jaime Roos   | 06:08    |  |
| 4.  | «Sí señor»               | Jaime Roos   | 04:08    |  |
| 5.  | «Las cosas malas»        | Jaime Roos   | 04:43    |  |
| 6.  | «Todo un país detrás»    | Jaime Roos   | 04:12    |  |
| 7.  | «Retirada»               | Jaime Roos   | 06:50    |  |